# Vilém Jan Antonín z Daunu
Říšský hrabě Vilém Jan Antonín z Daunu (německy Wilhelm Johann Anton Reichsgraf von und zu Daun, 1621 – 7. června 1706) byl rakouský šlechtic z rodu Daunů. Od mládí sloužil v císařské armádě, v níž nakonec dosáhl hodnosti polního maršála (1694). V letech 1691–1706 byl zemským velitelem v Čechách.
Z jeho potomstva vynikl nejstarší syn Wirich Filip z Daunu (1669–1741), taktéž maršál a neapolský místokrál, v další generaci Leopold Josef (1705–1766), úspěšný vojevůdce sedmileté války.

## Životopis

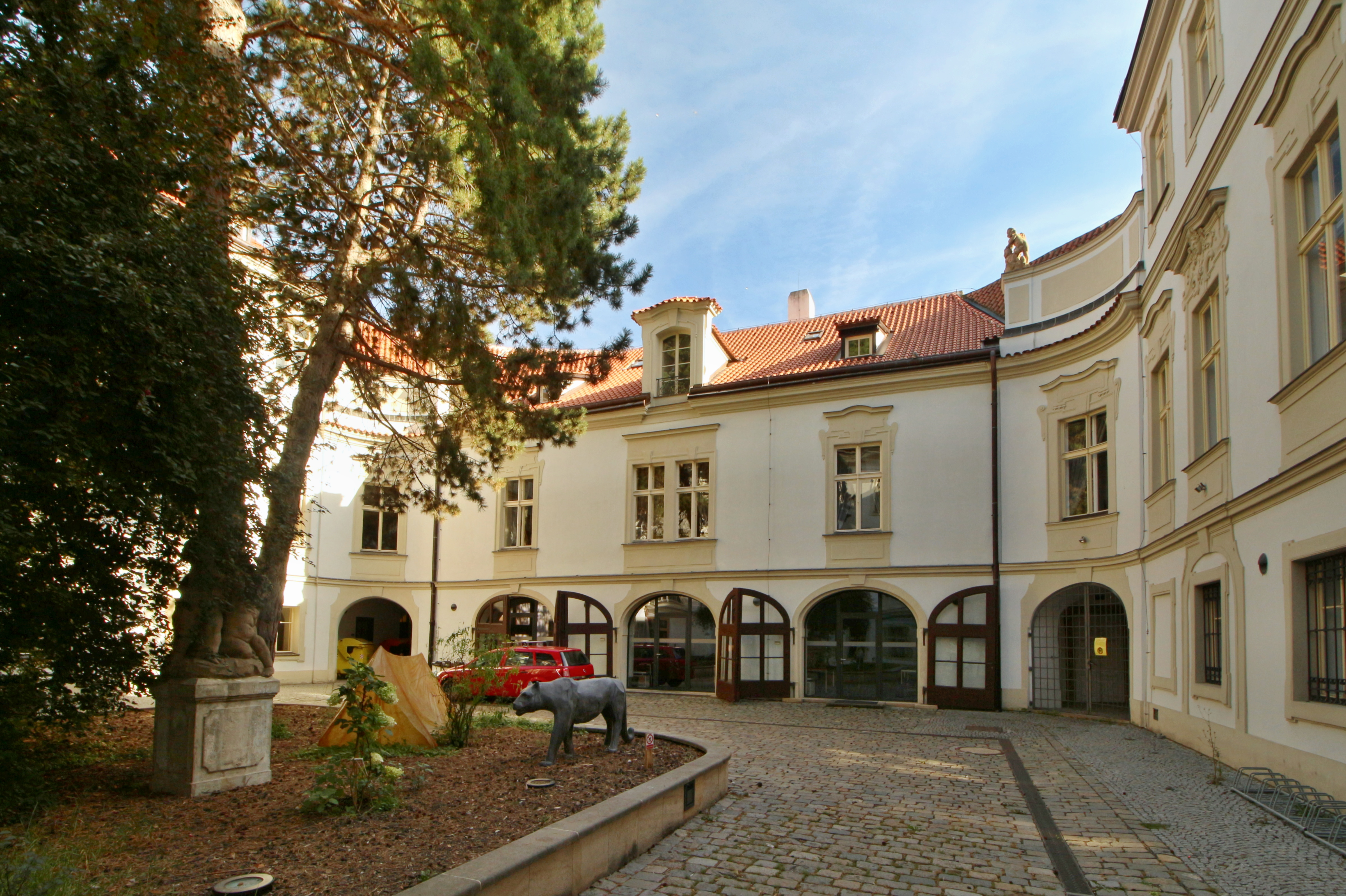
Palác v Letenské ulici v Praze, sídlo maršála Viléma Dauna na přelomu 17. a 18. století

Pocházel ze šlechtického rodu z Porýní, byl synem císařského plukovníka Filipa Arnošta z Daunu (†1671), který byl v roce 1655 povýšen do hraběcího stavu.
Vilém od mládí sloužil v císařské armádě, v roce 1681 dosáhl hodnosti generálního polního vachtmistra. V roce 1683 se pod velením maršála Starhemberga vyznamenal při obraně Vídně proti Turkům a téhož roku byl povýšen na polního podmaršála. Během devítileté války pak dosáhl hodností polního zbrojmistra (1689) a nakonec polního maršála (1694). V letech 1691–1706 byl zemským velitelem v Čechách se sídlem v Praze. Byl též c.k. tajným radou, komořím a členem dvorské válečné rady. Získal český inkolát a indigenát v Uhrách, mimoto vlastnil statky v Dolních Rakousích (Ladendorf, Kirchstetten). V Praze koupil v letech 1695–1696 dva domy v Letenské ulici a nechal je přestavět do podoby barokního paláce (dnes pod názvem palác Thurn-Taxisů).

### Manželství a rodina
Byl dvakrát ženatý, potomstvo měl až z druhého manželství s hraběnkou Annou Marií Magdalenou z Althannu (1635–1712). Vzali se ve Vídni v roce 1664 a měli spolu pět dětí. Ze synů byl nejvýznamnější nejstarší Wirich Filip z Daunu (1669–1741), který byl polním maršálem a místokrálem v Neapoli. Vysokých hodností v armádě dosáhl i mladší synové Jindřich Reichard (1673–1729) a Jindřich Josef (1678–1761). Z dcer se Dorothea Konstancie (1663–1738) provdala za císařského diplomata a korutanského zemského hejtmana knížete Hanibala Porciu (1679–1737), mladší Beatrix Františka (1666–1701) byla manželkou významného státníka Gundakara Tomáše ze Starhembergu (1663–1745).
Vilémův majetek byl po jeho smrti rozdělen mezi syny. Nejstarší Wirich obdržel panství Ladendorf v hodnotě 95 000 zlatých, druhorozený Jindřich Reichard zdědil panství Kirchstetten v hodnotě 99 000 zlatých, nejmladší Jindřich Josef dostal finanční hotovost 71 000 zlatých a později se usadil na Moravě. Palác v Praze prodali Lichtenštejnům.